# Ura jõgi
Ura jõgi är ett vattendrag i landskapet Pärnumaa i sydvästra Estland. Det har sin källa i våtmarkerna Tõrga raba och Nigula raba i Saarde kommun vid gränsen mot Lettland. Ån rinner norrut, passerar Surju kommun och har sitt utflöde i Pärnuviken vid Uulu i Tahkuranna kommun. Den är 56 km lång. Leina oja är ett sydvästligt biflöde. Ura jõgi är förbunden med ån Rannametsa jõgi via Timmkanal. Den är även förbunden med Reiu jõgi som är en biflod till Pärnufloden.